# Norrby
Norrby es una localidad del municipio/isla de Vormsi en el condado de Lääne, Estonia, con una población censada a final del año 2011 de 11 habitantes. 
Se encuentra ubicada en la entrada del golfo de Finlandia (mar Báltico), en el archipiélago Moonsund y enfrente de la isla de Hiiumaa.